# جیمز مک‌آرتور
جیمز مک‌آرتور (انگلیسی: James MacArthur; ۸ دسامبر ۱۹۳۷ – ۲۸ اکتبر ۲۰۱۰) یک هنرپیشه اهل ایالات متحده آمریکا بود. وی بین سال‌های ۱۹۵۵ تا ۲۰۱۰ میلادی فعالیت می‌کرد.
از فیلم‌ها یا مجموعه‌های تلویزیونی که وی در آن‌ها نقش داشته‌است می‌توان به هاوایی فایو-او اشاره نمود.